# Hide Your Heart Tour
A Hide Your Heart Tour Bonnie Tyler 1988-ban megjelent azonos című albumát bemutató koncertsorozata. Az egy hónapos turné csak az Egyesült Királyság nagyvárosait érintette. Bonnie 9 év elteltével tett ismét körutat saját hazája területén. Saját együttesével lépett színpadra többek között Liverpool, Cardiff, Bristol, Newcastle patinás helyszínein. Hammersmith Odeonban Meat Loaffal közösen lépett színpadra, azonban néhányan palackokkal dobálták meg a két énekest, de Bonnie Tyler felvette a bedobott palackokat és teljes erejéből visszadobta a közönség közé, akik nem próbálkoztak tovább. 
A turnéból később korlátozott példányszámban programfüzet is készült, életrajzzal, képekkel és egyéb információkkal.

## A Produkció
- management: David Aspden
- promoter: John Giddings, Graham Pullen
- turné manager: Allen Spriggs
- produkciós manager: Matt Davis,
- gitár technikus: Richard Buckland
- ütőhangszer technikus: Phil Murphy
- hotel/utaztató: Angela Duffy - Trinifold Travel
- étkeztető: Tony Laurenson (Eat to the Beat)
- hangtechnika: Paul Winter - SSE
- fénytechnika: Pete Barnes - Chameleon
- kamion: Peter Lewis - Eurotux
- busz: Keith Roper - Fortmere
- öltöztető: Maxine Siwan
- zenei rendező/billentyűk: Peter Oxendale
- dobok: John Tonks
- ütőhangszerek: David levy
- gitár: Alan Darby, Jim McLaughlin
- háttérvokál: Tina Warrilow, Sara Jones
- fényképész: John Swannell, Mark Weiss, Gene Bognato

## Turnéállomások
| Időpont         | Helyszín                        |
| --------------- | ------------------------------- |
| 1988. május 2.  | Egyesült Királyság, Porthsmouth |
| 1988. május 3.  | Egyesült Királyság, Folkestone  |
| 1988. május 7.  | Egyesült Királyság, Gloucester  |
| 1988. május 8.  | Egyesült Királyság, Cornwall    |
| 1988. május 10. | Egyesült Királyság, Guildford   |
| 1988. május 11. | Egyesült Királyság, London      |
| 1988. május 12. | Egyesült Királyság, Tunbridge   |
| 1988. május 14. | Egyesült Királyság, Poole       |
| 1988. május 15. | Egyesült Királyság, Cardiff     |
| 1988. május 17. | Egyesült Királyság, Derby       |
| 1988. május 18. | Egyesült Királyság, Nottingham  |
| 1988. május 21. | Egyesült Királyság, Aberdeen    |
| 1988. május 22. | Egyesült Királyság, Livingston  |
| 1988. május 24. | Egyesült Királyság, Newcastle   |
| 1988. május 25. | Egyesült Királyság, Llandudno   |
| 1988. május 27. | Egyesült Királyság, Liverpool   |
| 1988. május 28. | Egyesült Királyság, Bristol     |
| 1988. május 30. | Egyesült Királyság, Sheffield   |
| 1988. május 31. | Egyesült Királyság, Manchester  |